# Louis Vastel
Pour les articles homonymes, voir Vastel.
Louis-Guillaume-François Vastel, né le 5 juillet 1746 à Cherbourg, et mort dans cette même ville le 19 mai 1819, est un juriste français.

## Biographie
Fils d’un médecin de Cherbourg, Vastel étudia la jurisprudence et fut reçu, en 1770, docteur en droit, puis avocat au Parlement de Normandie.
À l’époque de la Révolution, il devint successivement officier municipal de Cherbourg, président du Tribunal civil de cet arrondissement, secrétaire-général de la préfecture du Calvados en 1800, et enfin proviseur du lycée de Caen, lors de son établissement.
Il était membre de la Société d’agriculture et de commerce de Caen.
Vastel a écrit sur les sciences exactes, la jurisprudence, la chimie, l’agriculture et l’histoire naturelle. Outre sa traduction des trois dernières parties, en manuscrit, de l’Art de conjecturer de Jacques Bernoulli, il a laissé dix-sept ouvrages, soit originaux ou traduits et plusieurs dissertations, et mémoires restés manuscrits, dont Beuchot a donné la nomenclature dans sa Bibliographie de la France, en 1822.
Une rue de Cherbourg porte son nom.

## Publications
- Arithmétique du jeu de Boston, ou Chances bostoniennes, Cherbourg, 1815, in-12.
- Arithmétique normande, ou Règles pour calculer le mariage avenant des filles de Normandie, tous les cas possibles, suivant la Coutume de Normandie, Caen, G. Le Roy, 1782, in-8° ;
- Essai sur les obligations civiles des frères envers les sœurs, suivant la Coutume de Normandie, Rouen, Le Boucher, 1783, in-12 ; Supplément 1787, in-12.

## Traductions
- La Conduite de l’homme, ou Économie de la vie humaine, traduit de l’anglais de Dodsley, Caen, Chalopin, 1802, in-12 ;
- L’Art de conjecturer, par Jacques Bernoulli, trad. du latin, avec des observations, éclaircissements et additions du traducteur. Première partie, Caen, G. Le Roy, 1802, in-4°.Cet ouvrage avait été annoncé en 4 parties, mais les 3 dernières n’ont pas été publiées.

## Sources
- Édouard Frère, Manuel du bibliographe normand ou dictionnaire bibliographique et historique, t. 2, Rouen, A. Le Brument, 1860, 632 p. (lire en ligne), p. 590.
- Théodore-Éloi Lebreton, Biographie normande : recueil de notices biographiques et bibliographiques sur les personnages célèbres nés en Normandie et sur ceux qui se sont seulement distingués par leurs actions ou par leurs écrits, vol. 3, Rouen, A. Le Brument, 1861, 611 p. (lire en ligne), p. 536.
- Joseph-Marie Quérard, La France littéraire : ou Dictionnaire bibliographique des savants, historiens et gens de lettres de la France, ainsi que des littérateurs étrangers qui ont écrit en français, plus particulièrement pendant les XVIIIe et XIXe siècles, t. 10, Paris, Firmin Didot père et fils, 1839, 575 p. (lire en ligne), p. 64.